# 石川県道236号松木代田線
石川県道236号松木代田線（いしかわけんどう236ごう まつのきしなんたせん）は、石川県羽咋郡志賀町内を通る一般県道（石川県道）である。

## 概要
- 起点：石川県羽咋郡志賀町松木子部9番3地先（＝松ノ木交差点・国道249号、石川県道301号若葉台松木線交点）
- 終点：石川県羽咋郡志賀町代田ハ9番1地先（＝土田小前交差点・石川県道3号田鶴浜堀松線交点）

起点の松ノ木交差点から、東へ進み、志賀町米町（こんまち）、仏木（ほとりぎ）などの集落を経て、終点の土田小前交差点に至る。

## 歴史
- 1960年（昭和35年）10月15日：路線認定。

## 接続道路
- 国道249号、石川県道301号若葉台松木線（羽咋郡志賀町松木・松ノ木交差点：起点）
- 石川県道3号田鶴浜堀松線（志賀町代田・土田小前交差点：終点）

## 通過する自治体
- 石川県
  - 志賀町